# Lactarius fuliginosus
Lactarius fuliginosus (Karl von Krapf, 1782 : Elias Magnus Fries, 1821 ex Elias Magnus Fries, 1838) din încrengătura Basidiomycota în familia Russulaceae și de genul Lactarius, denumit în popor râșcov brun este o specie de ciuperci Ciuperci necomestibile care coabitează, fiind un simbiont micoriza (formează micorize pe rădăcinile arborilor). În România, Basarabia și Bucovina de Nord crește pe sol bogat în păduri de foioase și mixte, preferat sub fagi, fiind mai rar de asemenea în simbioză cu carpeni, stejari sau chiar și conifere. Apare de la câmpie la munte, din iunie până în octombrie (noiembrie). Epitetul este derivat din cuvântul latin (latină fuligo=funingine).

## Taxonomie
Specia a fost descrisă de prima dată de consilierul de curte și medicul personal austriac Karl von Krapf în volumul 1 al lucrării sale „Ausführliche Beschreibung der in Unterösterreich, sonderlich um Wien herum wachsenden essbaren Schwämme sammt der ihnen unessbaren, schädlichen, giftigen oder auch verdächtigen” din 1782. și sancționat  ca Agaricus fuliginosus de renumitul savant suedez Elias Magnus Fries în volumul 1 al operei sale Systema mycologicum din 1821. Apoi, în 1838, tot Fries a transferat soiul la genul Lactarius sub păstrarea epitetului, de verificat în cartea sa Epicrisis systematis mycologici, seu synopsis hymenomycetum. Acest taxon este valabil până în prezent (2019).
Denumirile Galorrheus fuliginosus lui Paul Kummer din 1871 și Lactifluus fuliginosus a lui Otto Kuntze din 1891 sunt văzute drept sinonime obligatorii.

## Descriere

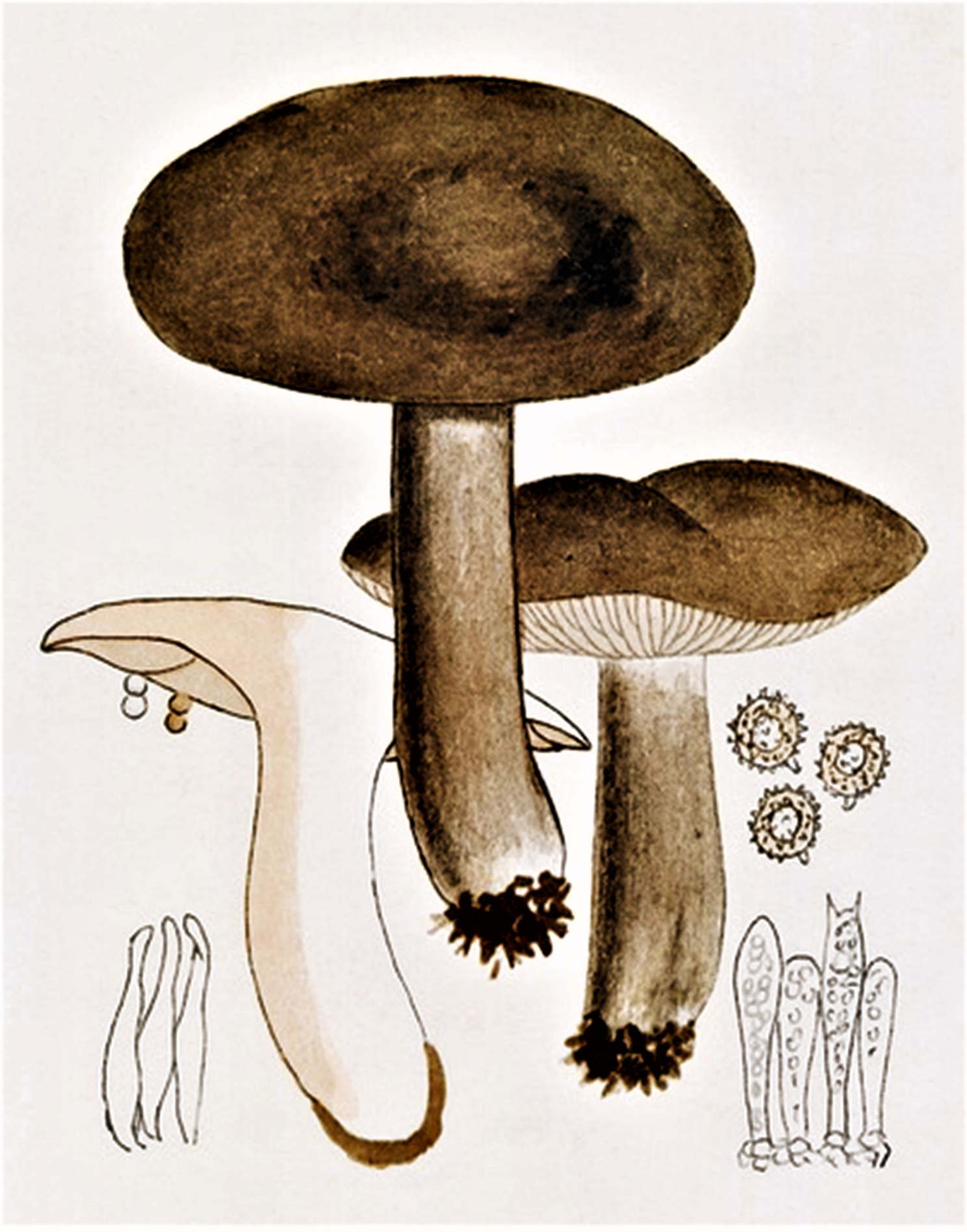
Bres.: Lactarius fuliginosus

- Pălăria: are un diametru de 3-8 (10) cm, este puțin cărnoasă, la început conică cu marginea (pentru mult timp) răsucită în jos, devenind odată cu vârsta din ce în ce mai plată deseori ușor ondulată cu crestături precum adâncită în centru, dar niciodată în formă de pâlnie cu cocoș. Cuticula este netedă, mată, catifelată și uscată, fiind colorată în diverse nuanțe de brun cu aspecte cenușii. Conține destul de mult lapte alb.
- Lamelele: sunt subțiri, dense, ceva bombate, intercalate, bifurcate spre picior și adesea ușor decurente. Muchiile sunt netede. Coloritul variază între slab gălbui și crem-ocru, fiind spre tijă mai deschis.
- Piciorul: are o înălțime de 4-9 cm și o lățime de 1-1,8 cm, este îngustat spre pălărie, mai întâi plin, odată cu maturitatea gol pe dinăuntru, catifelat și de aceiași culoare cu pălăria. Spre ea este ceva îngroșat, iar spre bază îngustat și albicios. După o secțiune longitudinală se decolorează repede roz.
- Carnea: este albă, fragilă și se colorează după tăietură roz de somon. Mirosul este plăcut și aromatic, gustul din cauza laptelui iute și amar.
- Laptele: este mai întâi alb, apoi apos, preluând decolorarea cărnii după taiere. La degustare este în primul moment dulceag, devenind însă repede foarte iute și amar.[4][5]
- Caracteristici microscopice: are spori rotunjori până slab elipsoidali, reticulați în formă de stinghii și amilozi (ce înseamnă colorabilitatea structurilor tisulare folosind reactivi de iod), având o mărime de 7,5-10 x 6,5-8 microni. Pulberea lor este de un ocru deschis. Basidiile în formă de măciucă măsoară 40-60 x 10-12 microni, iar cistidele fusiforme 40-45 x 6-8 microni.[12]
- Reacții chimice: Carnea buretelui se decolorează cu fenol mai întâi murdar roșu și după 10 minute brun ca ciocolata, cu guaiacol imediat roșu ca carnea, iar după 5 minute ruginiu până la brun-negricios, cu sulfat de fier slab gri-măsliniu și cu tinctură de Guaiacum imediat verde închis.[13]

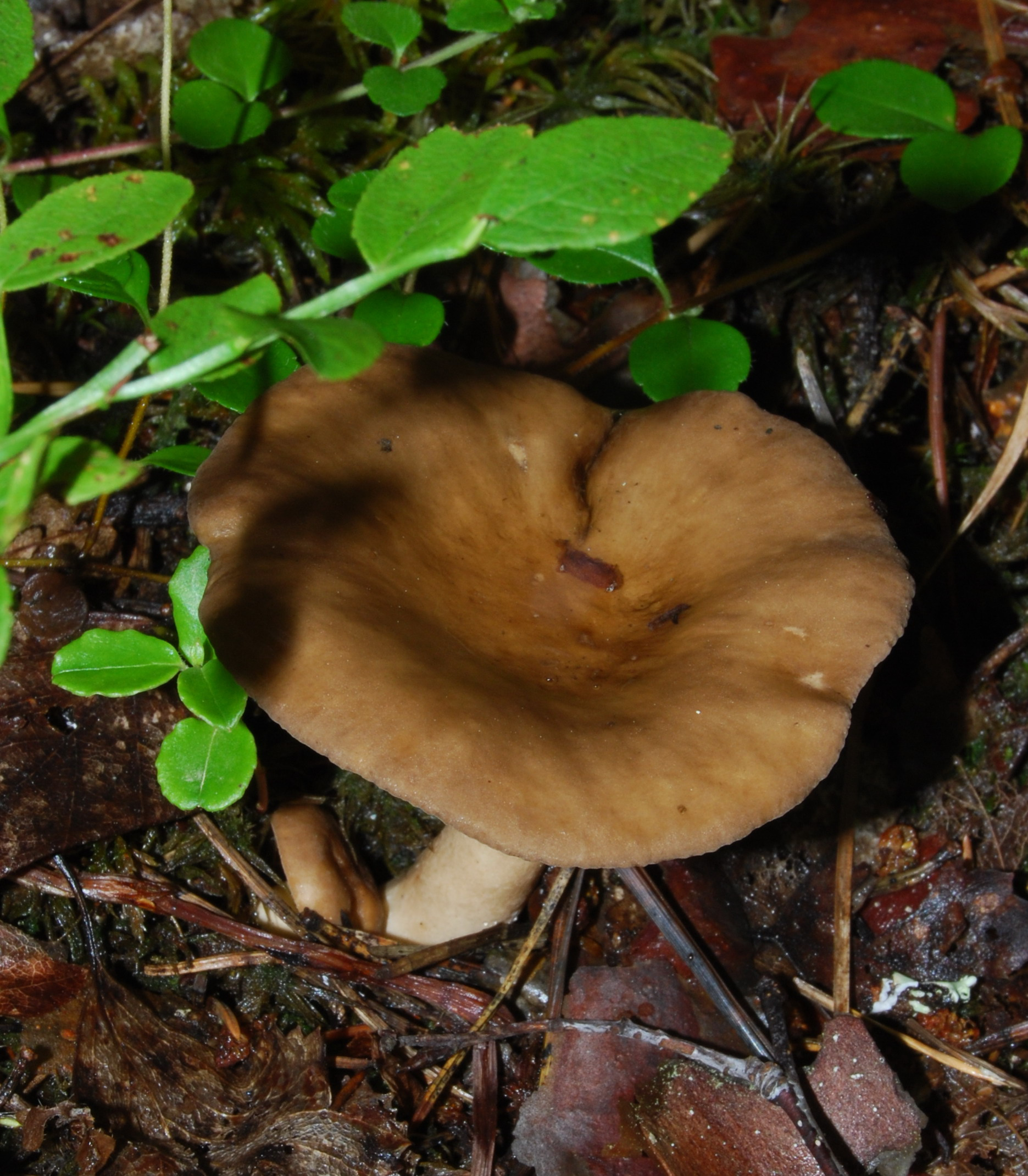
L. fuliginosus, pălărie
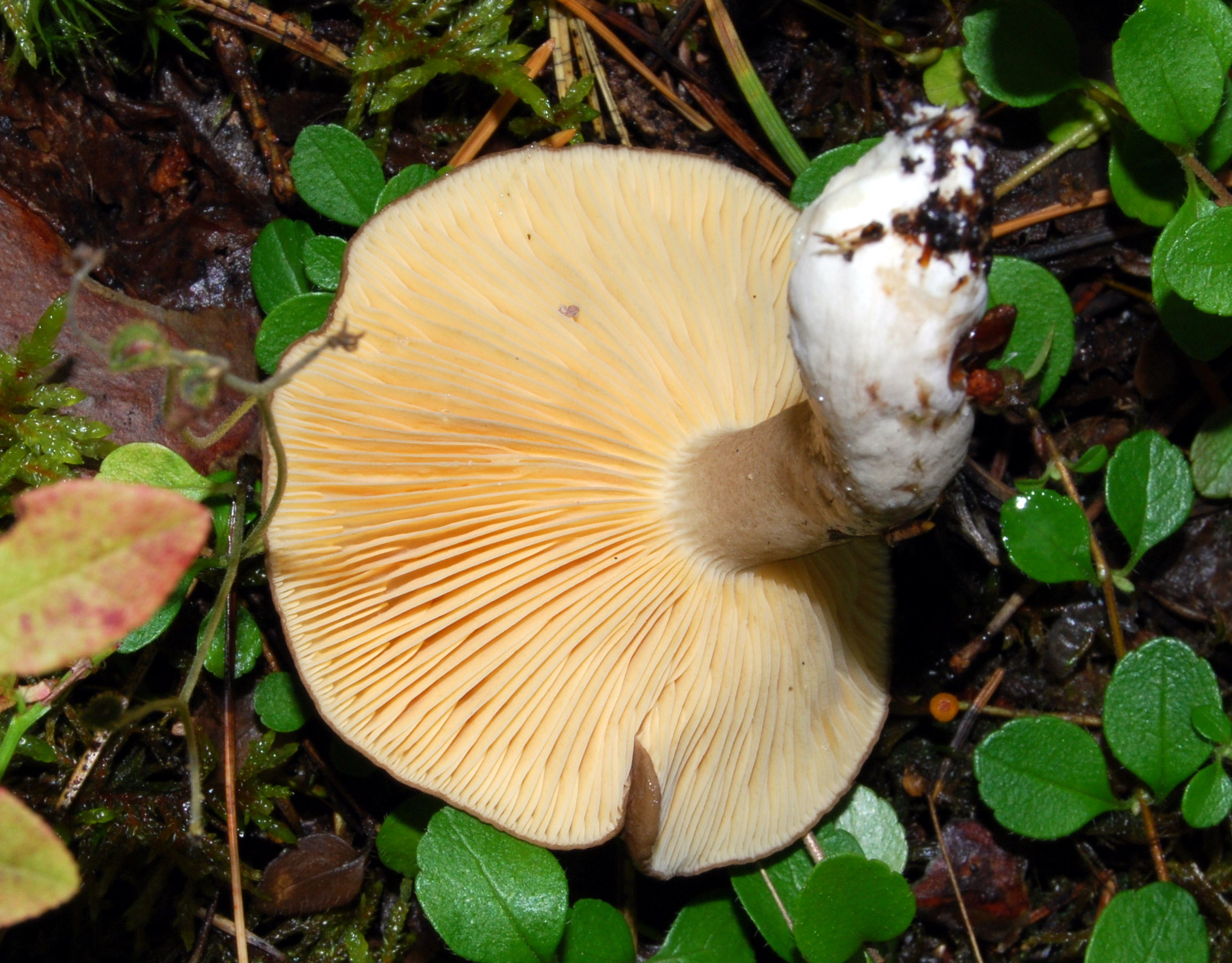
L. fuliginosus, lamele și picior
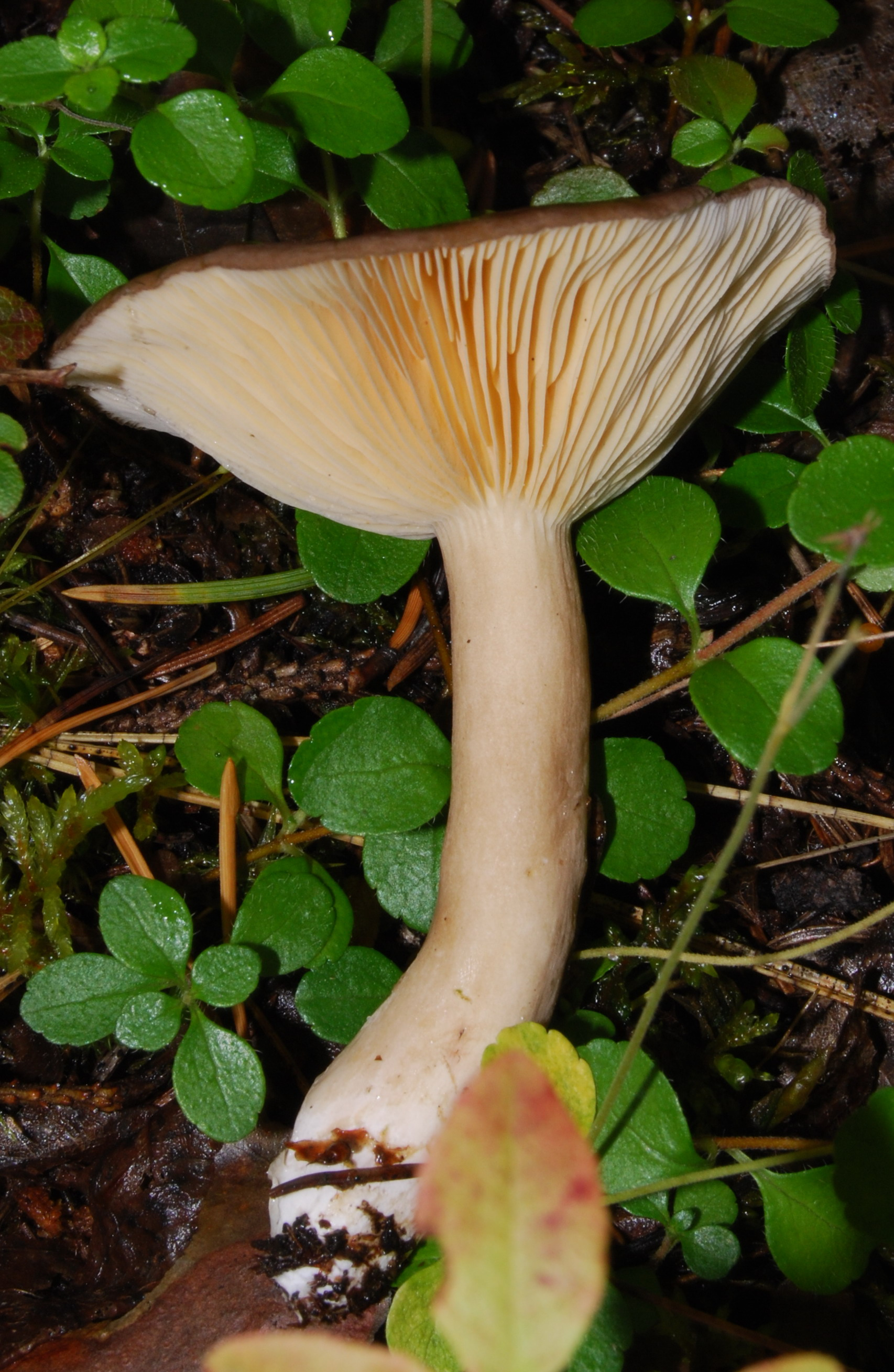
L. fuliginosus, aspect lateral

## Confuzii
Rașcovul brun poate fi confundat cu câteva alte specii, cum sunt: Lactarius acris (necomestibil), Lactarius azonites (necomestibil, crește preponderent sub fagi și stejari) Lactarius decipiens (necomestibil), Lactarius hysginus (necomestibil), Lactarius lignyotus (comestibil), Lactarius oedematopus (comestibil, cuticulă negricioasă, în rest asemănător Lactarius volemus), Lactarius picinus (necomestibil, este similar, are loc în aceleași situri printre molizi vechi, dar nu prezintă cocoș, laptele buretelui arde fierbinte), Lactarius quietus (comestibil, de calitate inferioară), Lactarius serifluus (necomestibil), Lactarius subdulcis (comestibil), Lactarius subumbonatus (necomestibil), Lactarius tithymalinus (necomestibil, miros de ploșnițe de câmp și gust foarte amar, crește numai în păduri de foioase), Lactarius turpis (posibil letal), Leucopaxillus mirabilis sin. Tricholoma mirabile (comestibil, fără lapte, crește sub pini) sau
Melanoleuca vulgaris (comestibil, fără lapte, crește ubicuitar în păduri).

## Specii asemănătoare în imagini

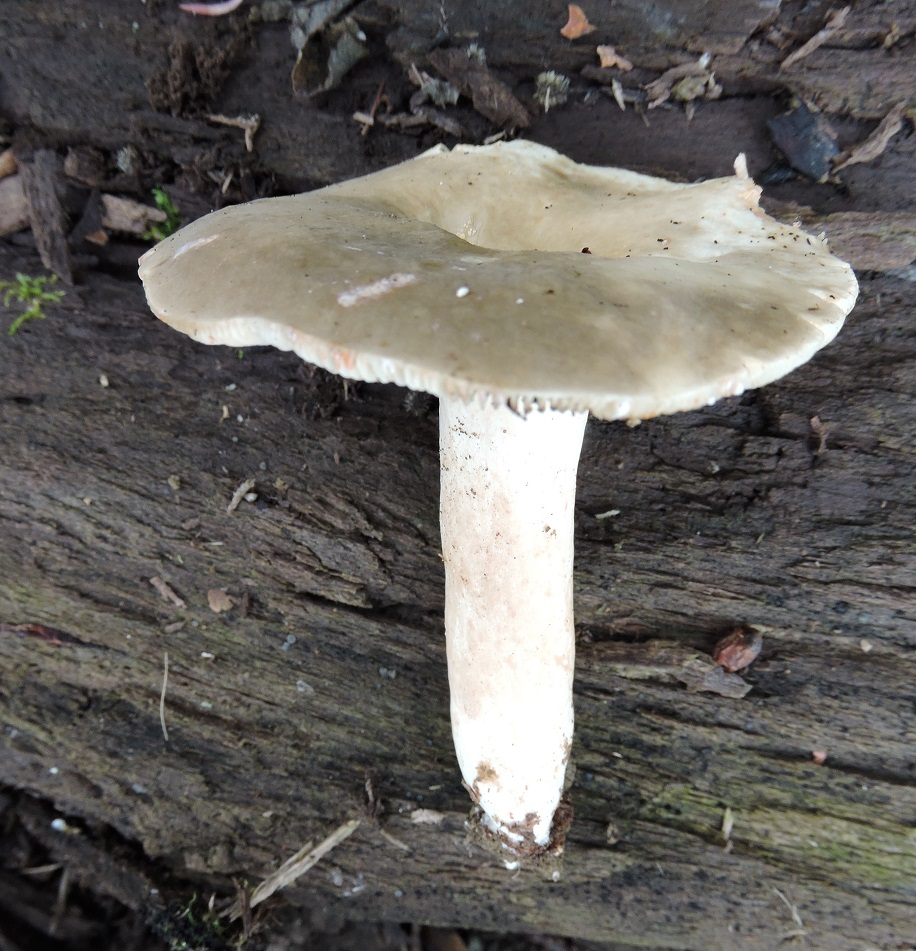
!Lactarius acris!
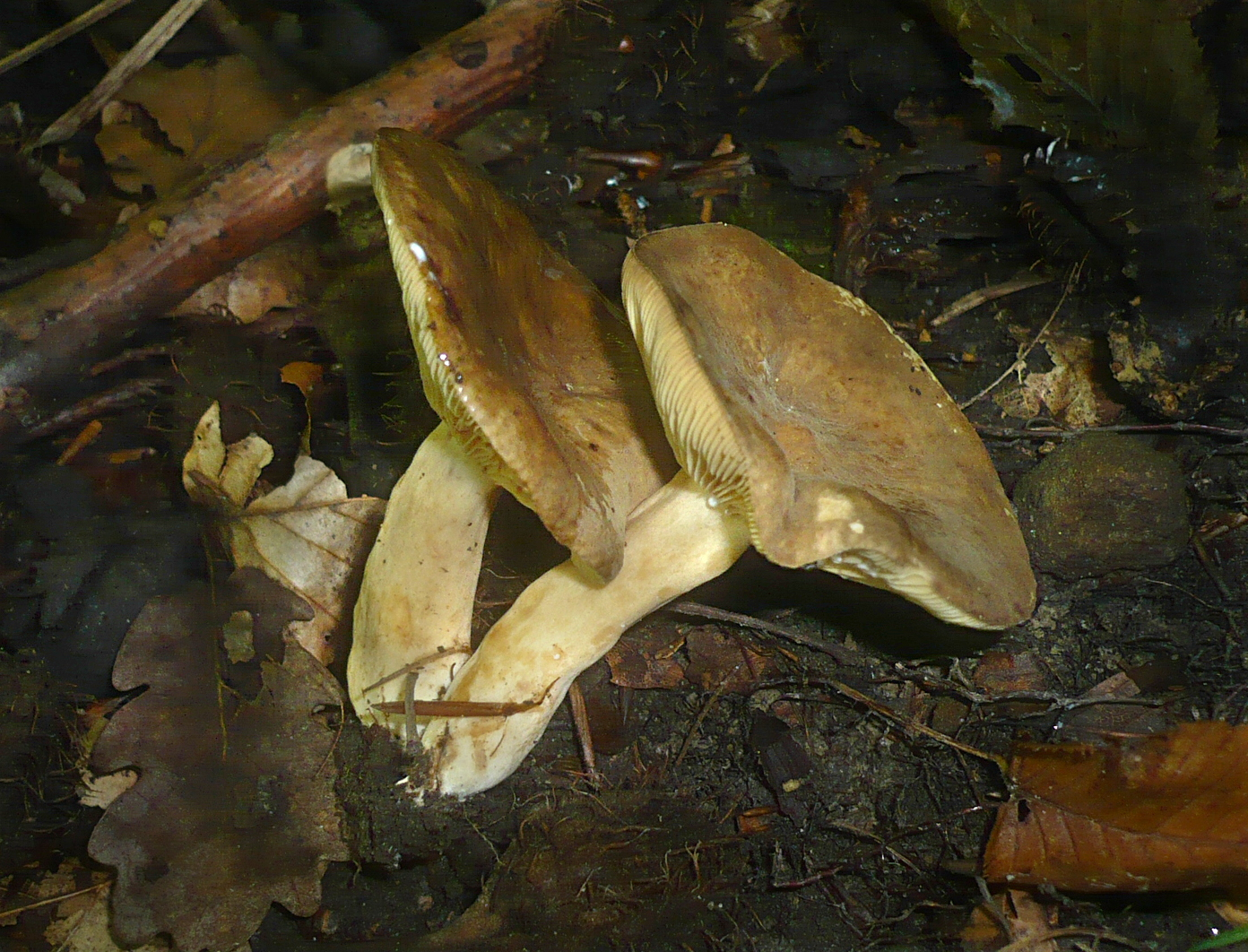
!Lactarius azonites!
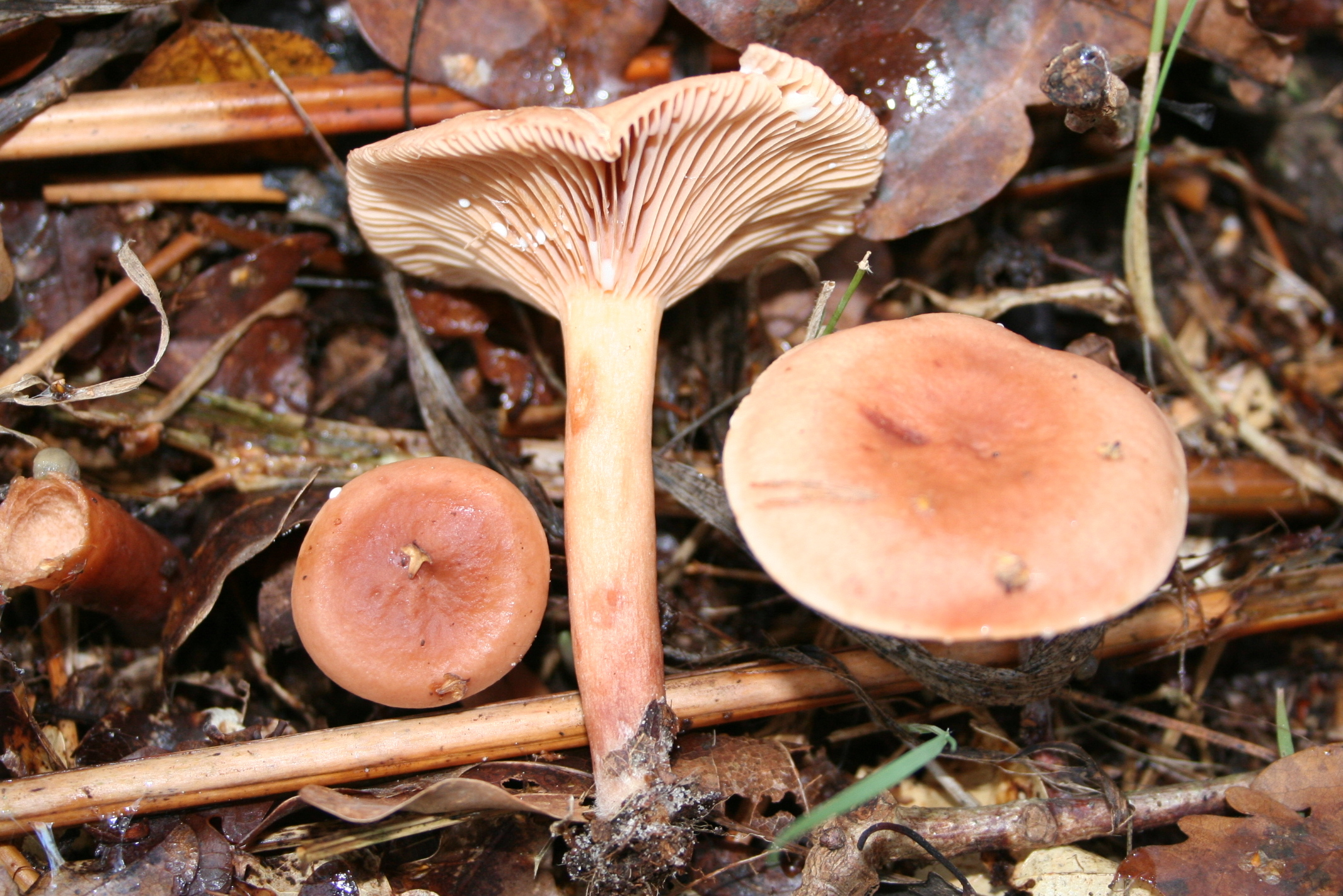
! Lactarius decipiens!
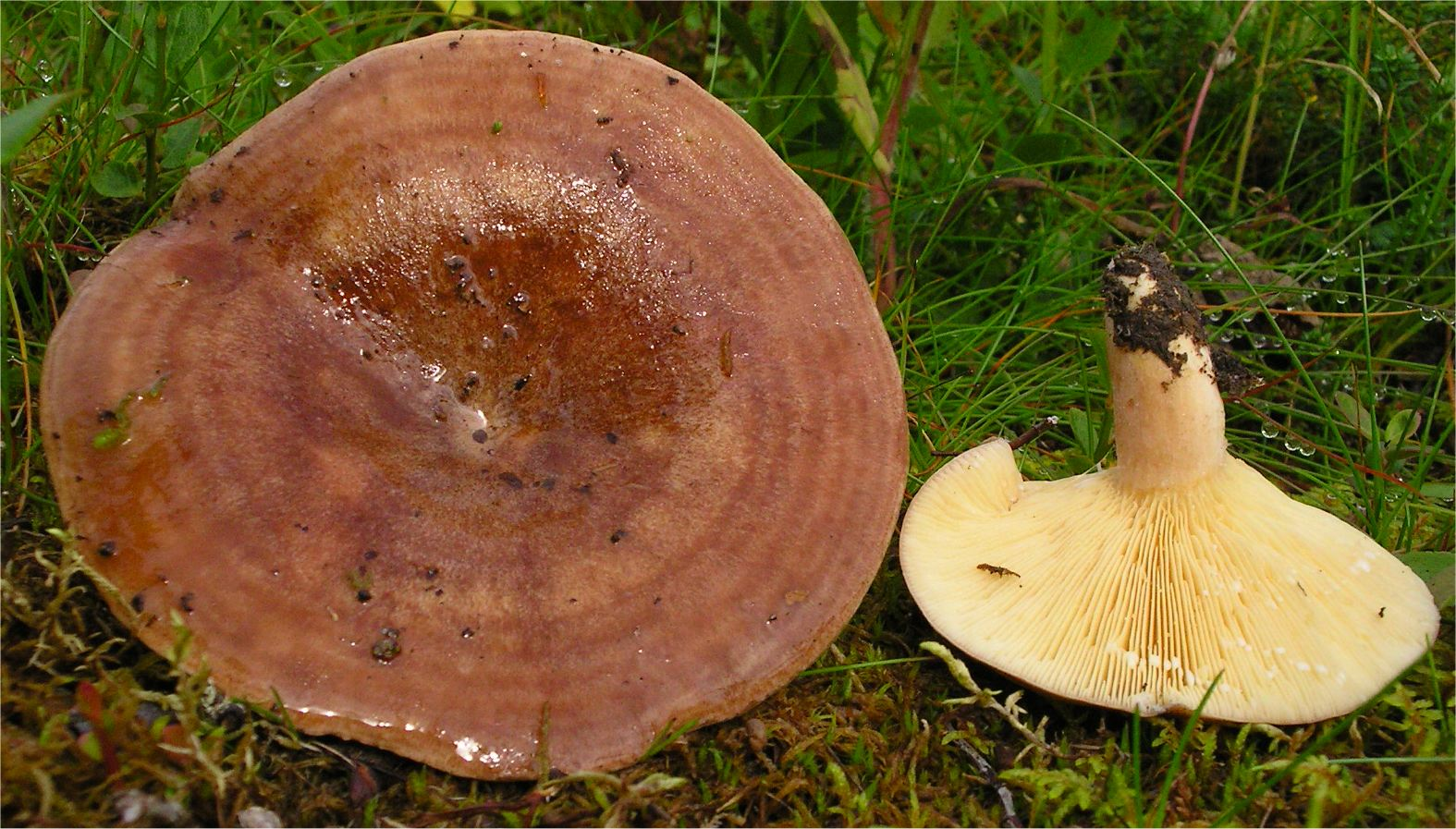
!Lactarius hysginus!
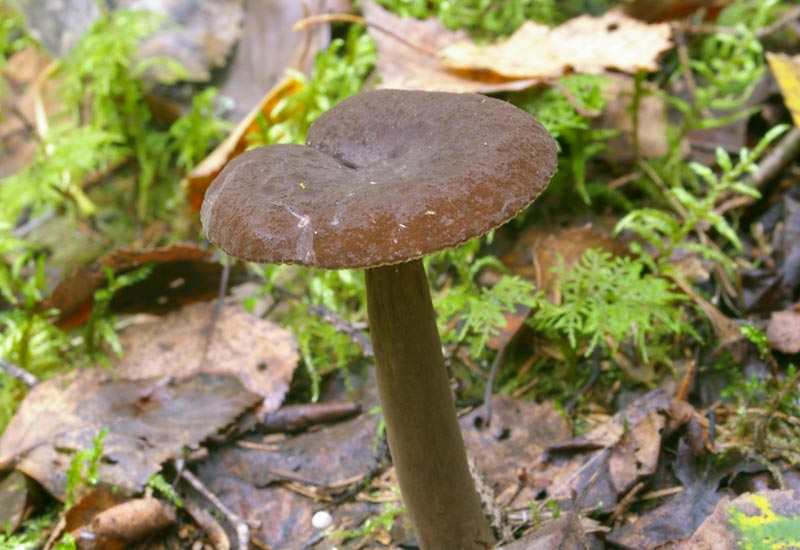
Lactarius lignyotus
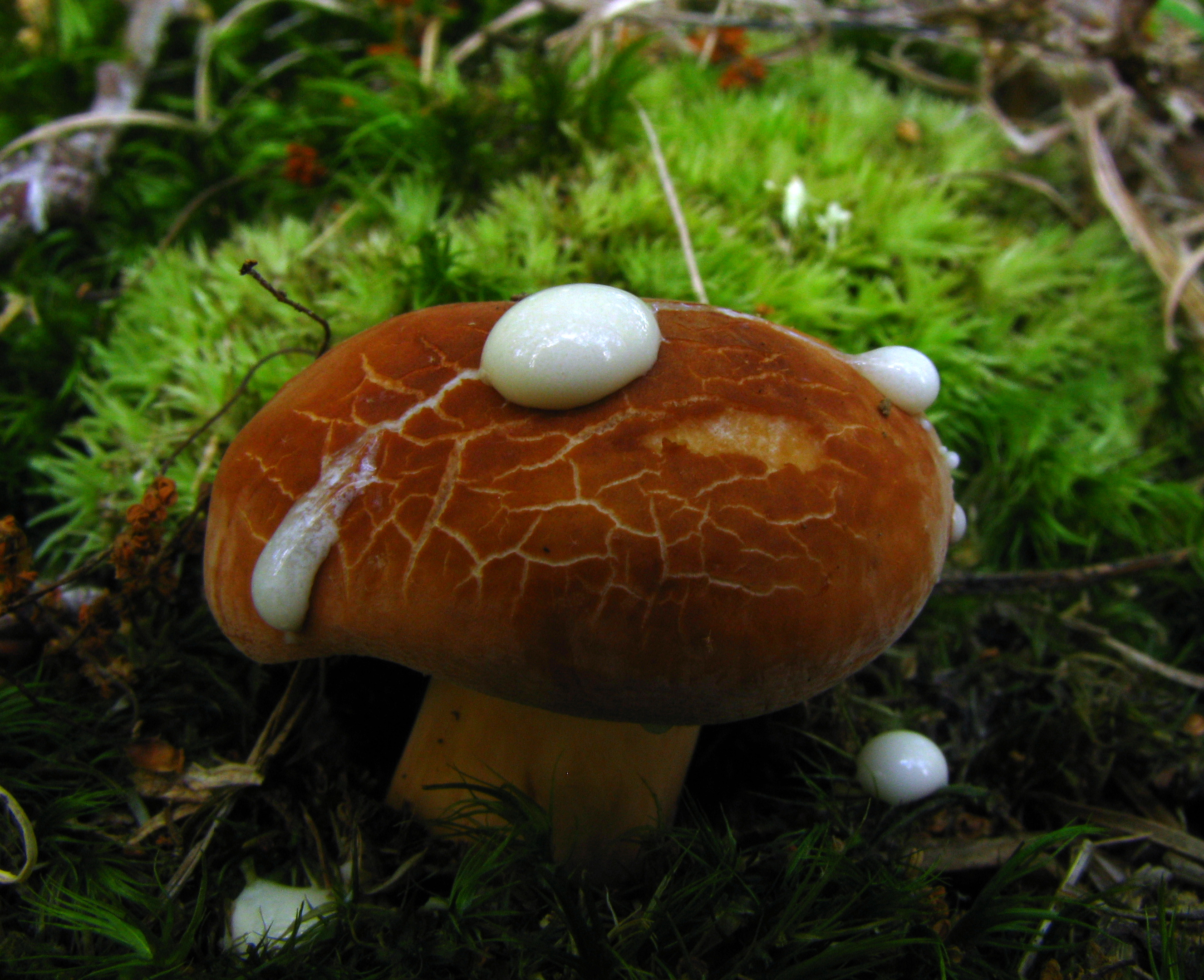
Lactarius oedematopus
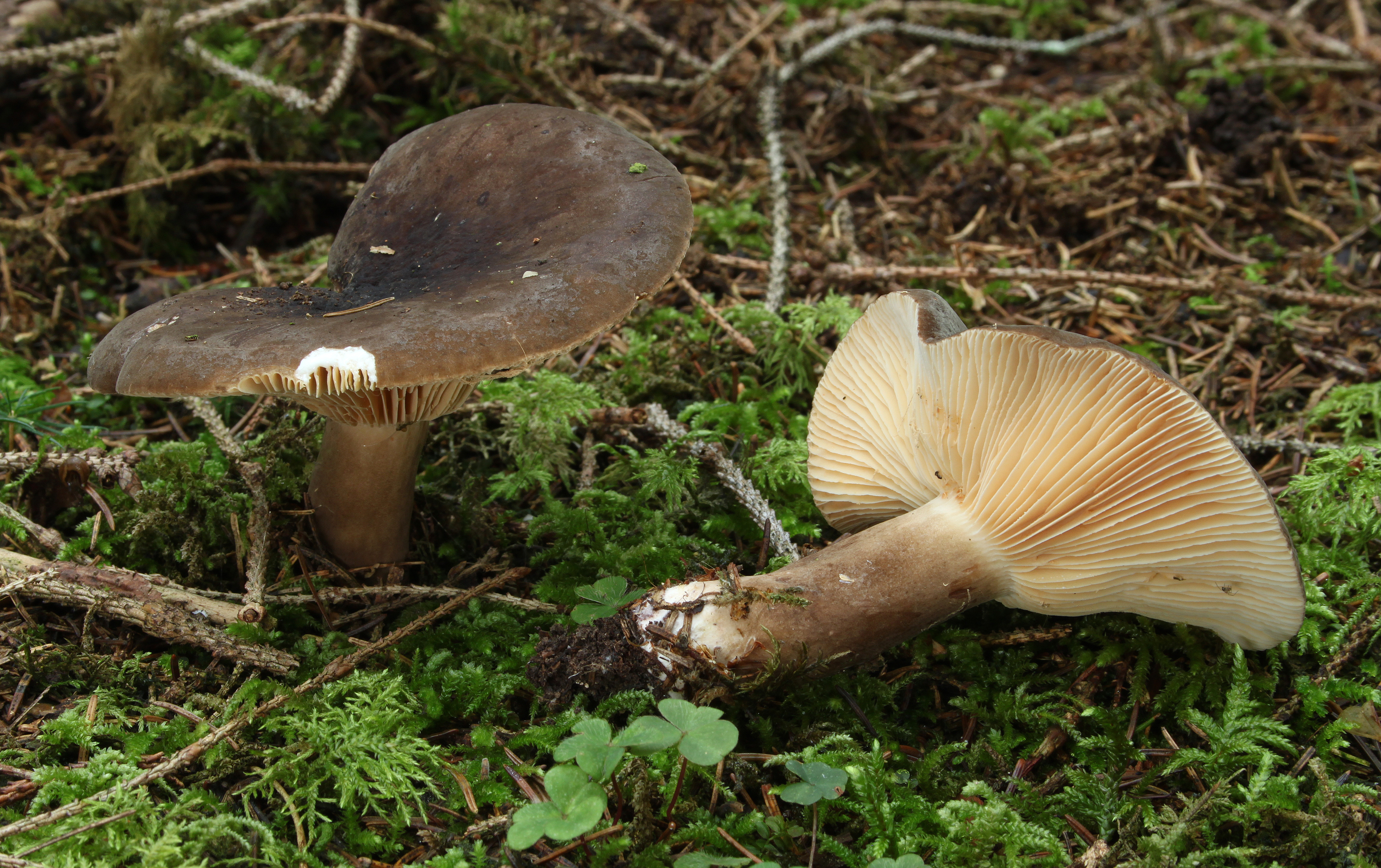
!Lactarius picinus!
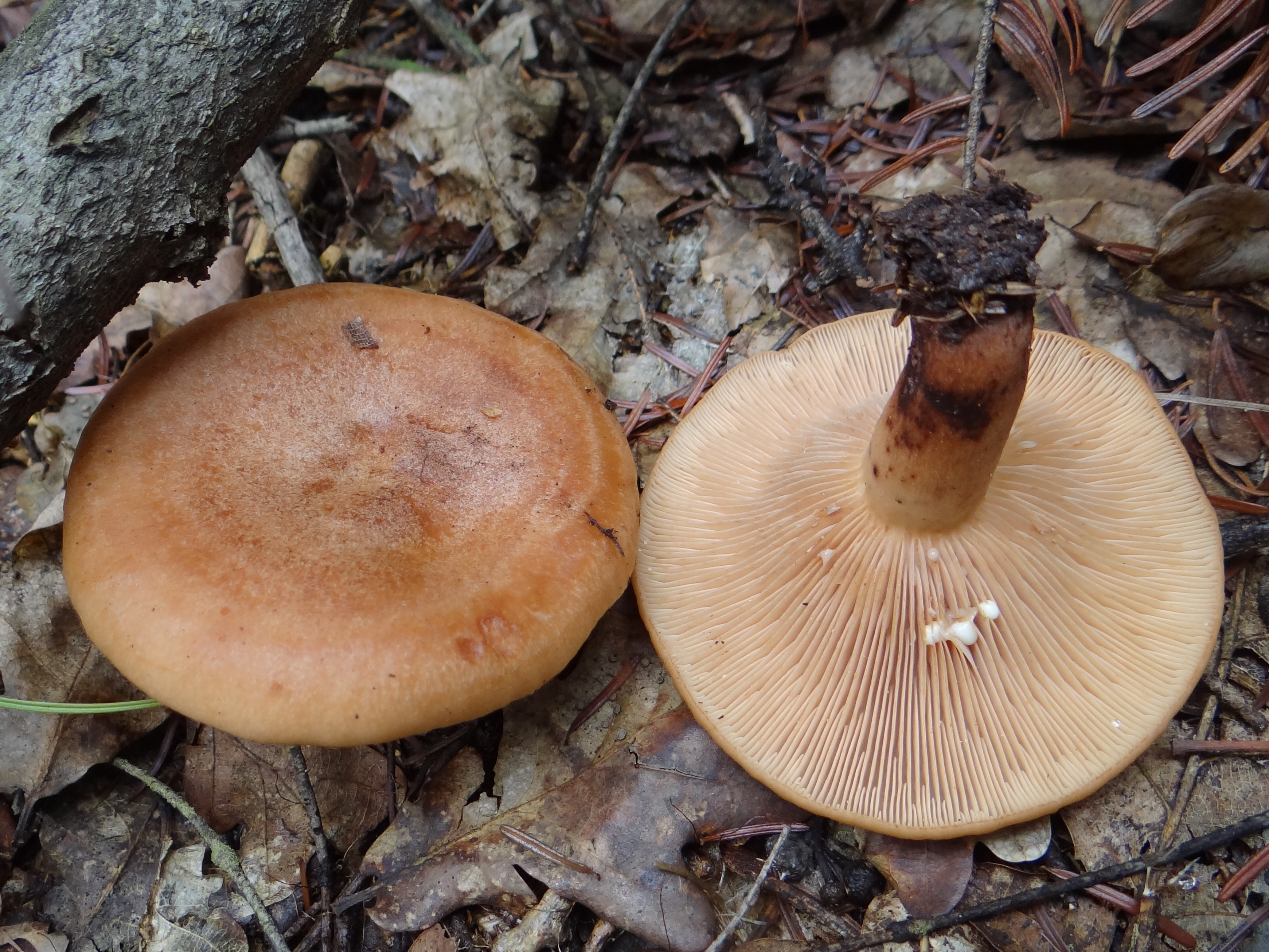
Lactarius quietus
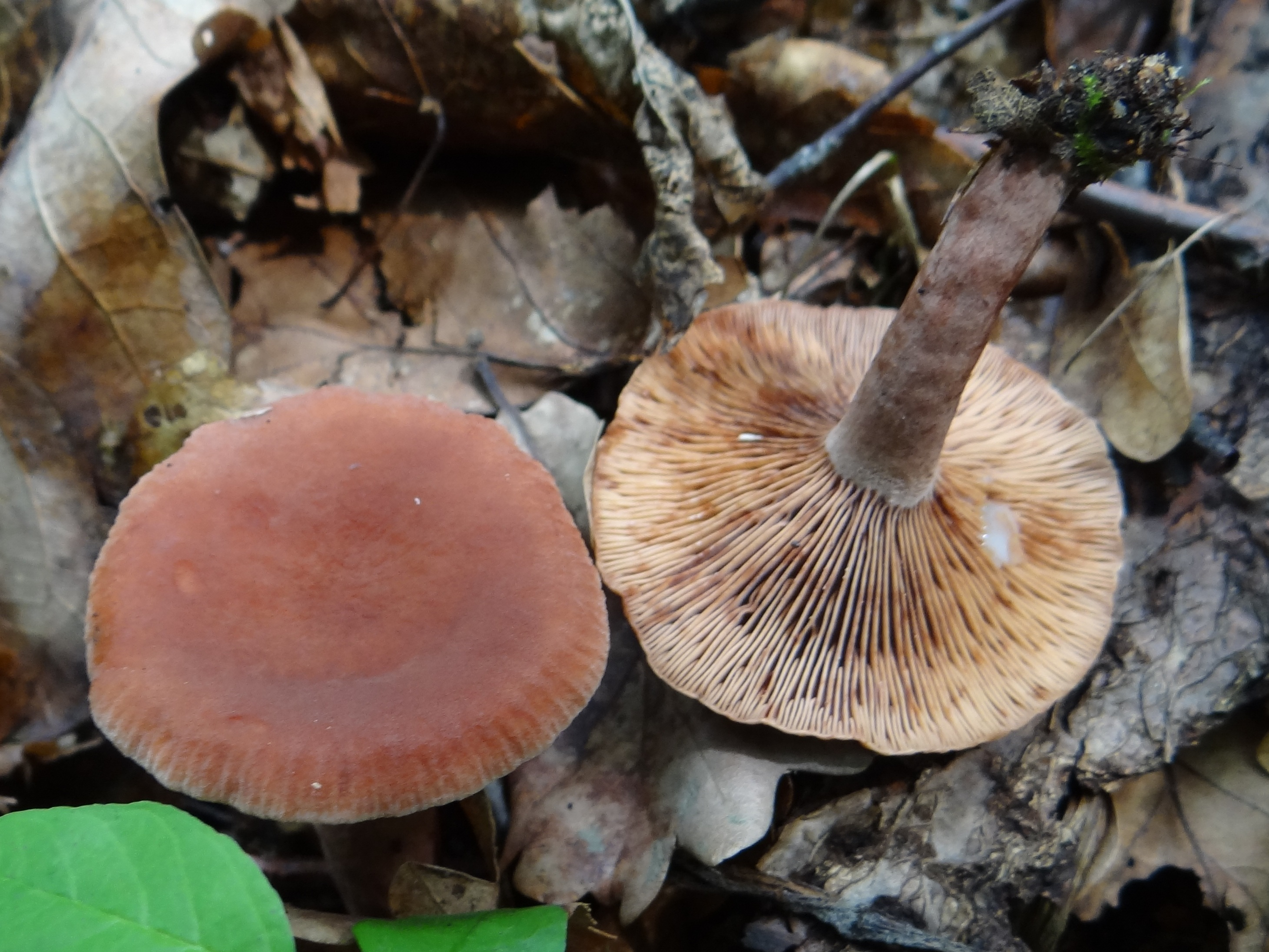
!Lactarius serifluus!

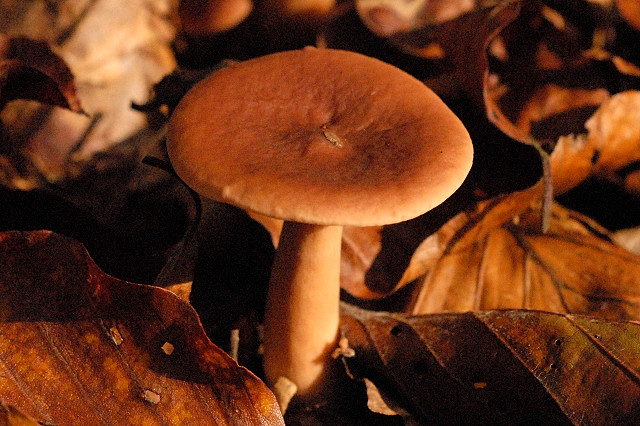
Lactarius subdulcis
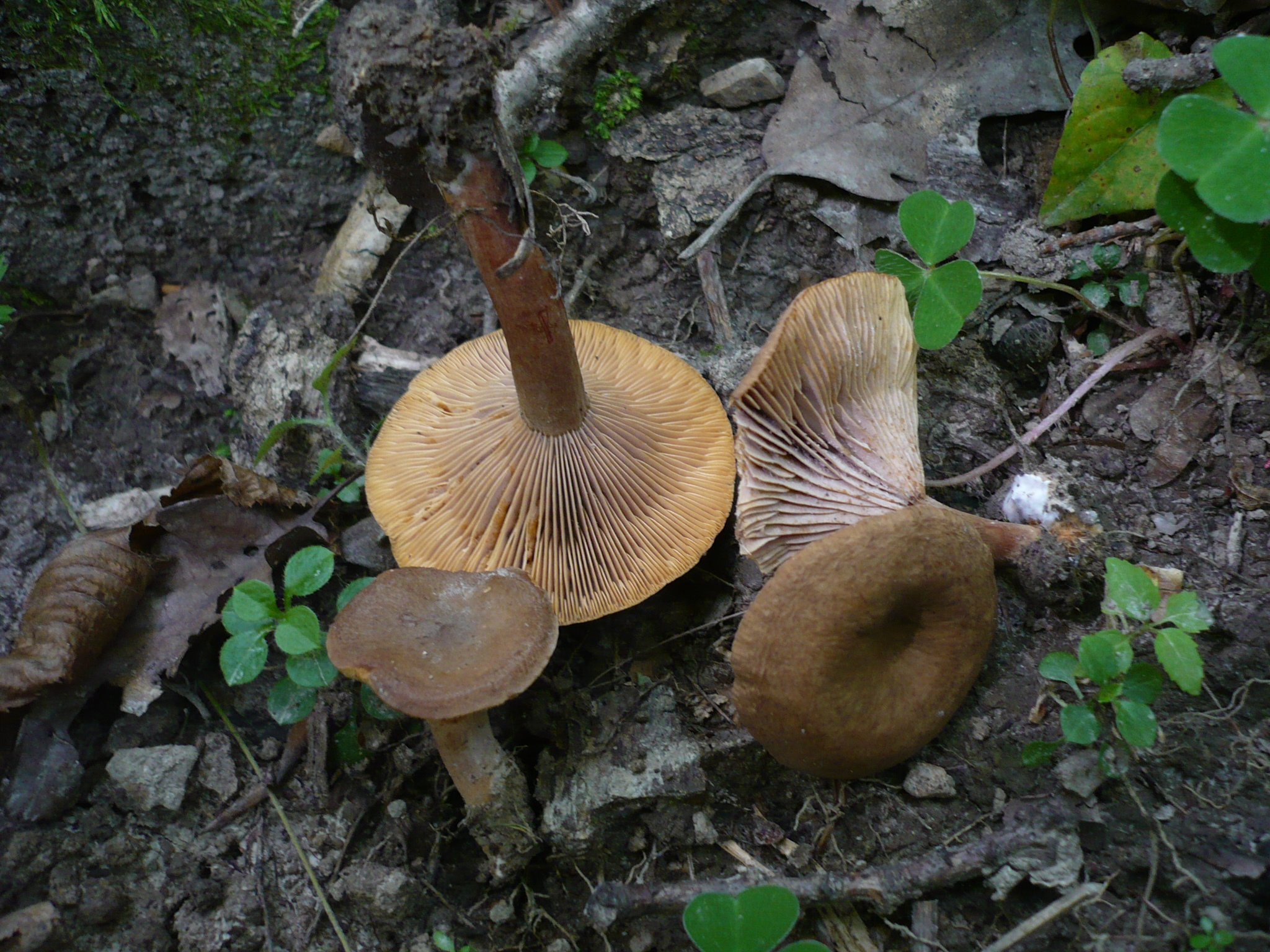
!Lactarius subumbonatus!
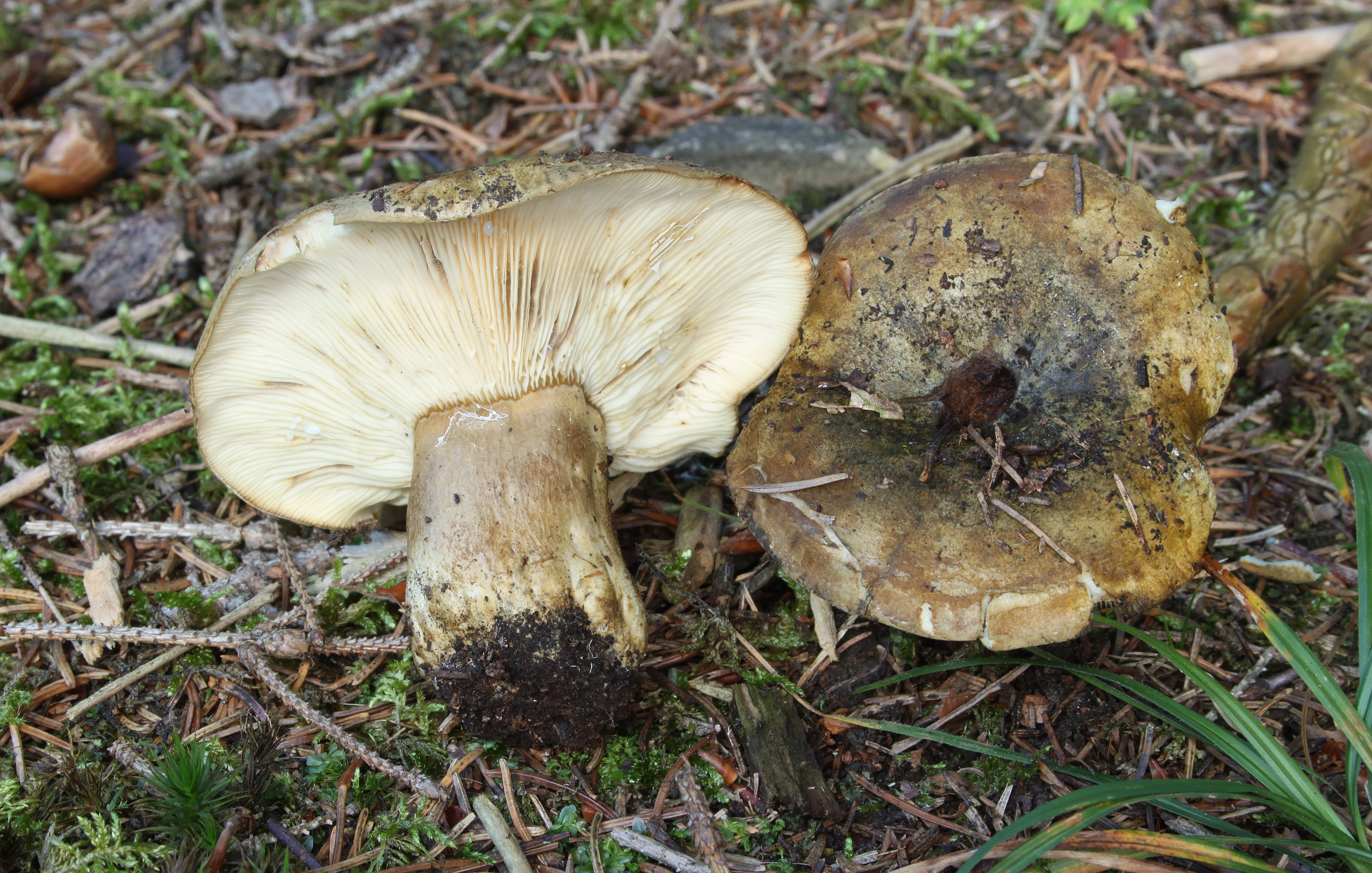
!!!Lactarius turpis!!!
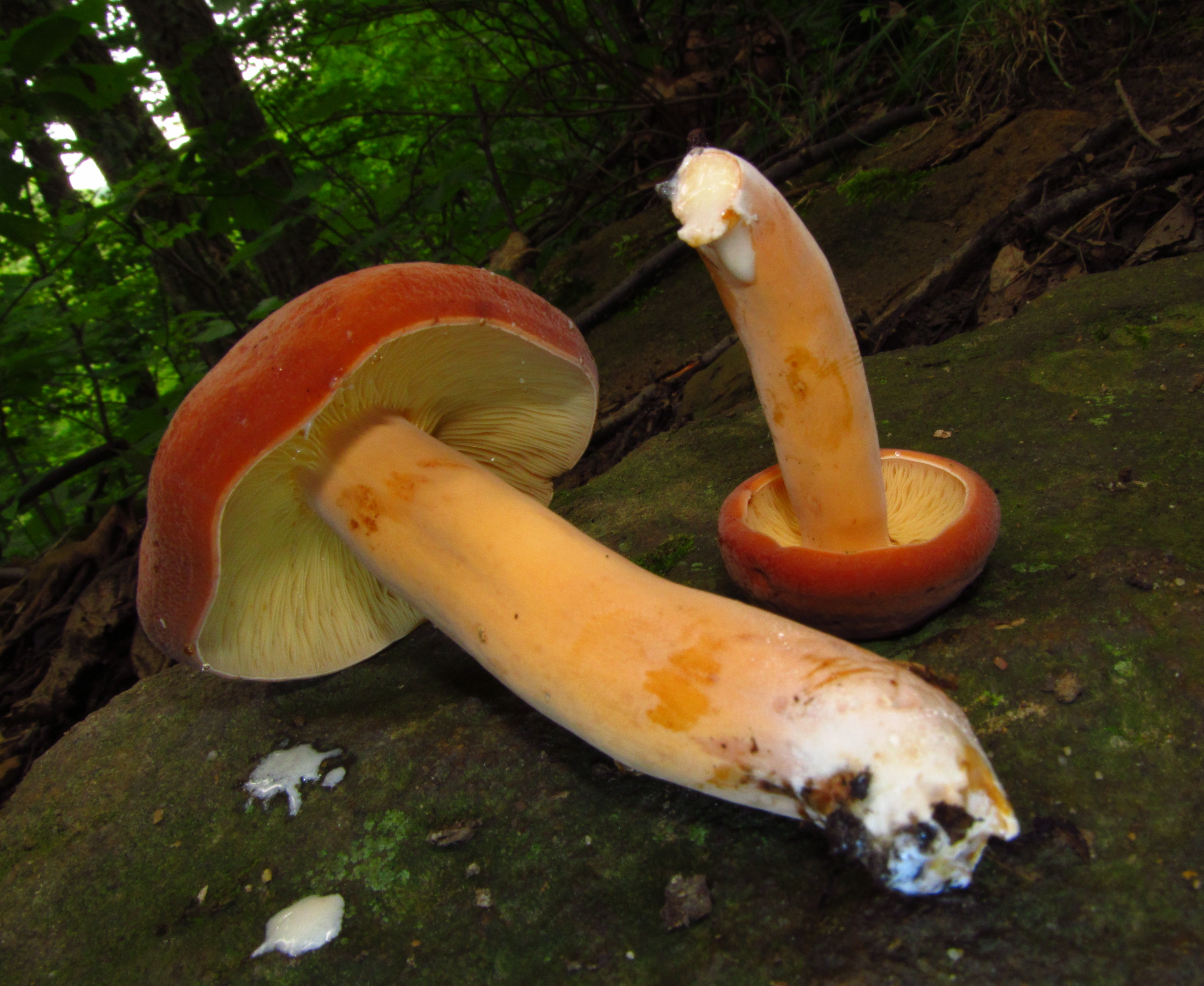
Lactarius volemus
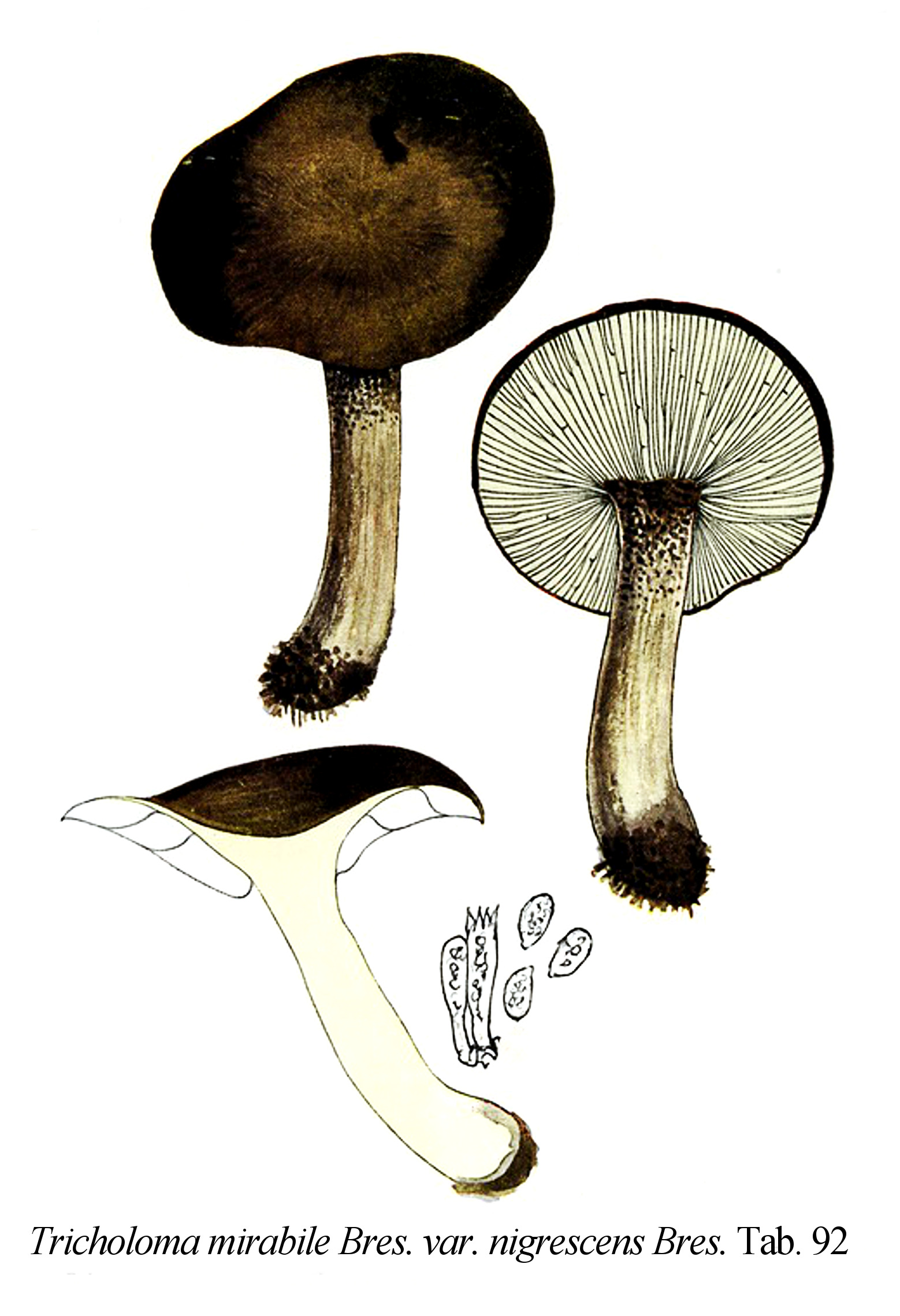
Tricholoma mirabile var. nigrescens
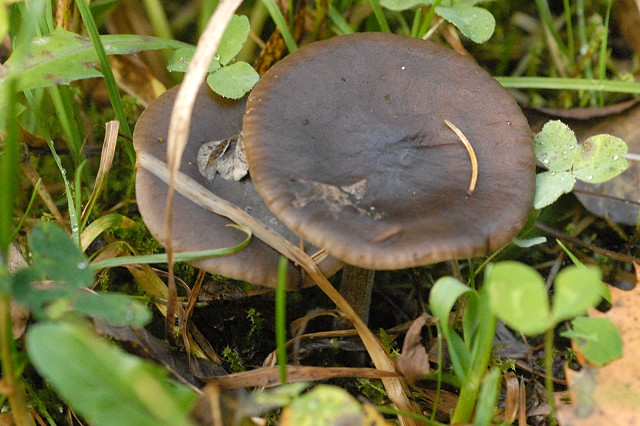
Melanoleuca vulgaris

## Valorificare
Deși neotrăvitoare, specia nu este comestibilă din cauza laptelui foarte iute.
Micologii americani Patrick F. Dowd și Orson K. Miller Jr. au constatat într-o publicație din 1990, că buretele are proprietăți insecticide. Cercetări ulterioare au evidențiat prezența unui ester al acidului stearic care, la rănirea ciupercii, se transformă într-un compus de fenol iute care oxidează la un amestec de pigmenți de benzofuran și benzopirină roșie.